# Georges Verriest
Pour les articles homonymes, voir Verriest.
Georges Verriest est un footballeur puis sélectionneur de l'équipe de France de football né le 15 juillet 1909 à Roubaix et mort le 11 juillet 1985 à Seclin. Il occupe le poste de milieu de terrain de la fin des années 1920 à la fin des années 1930. Il compte quatorze sélections pour un but marqué en équipe de France et participe à la Coupe du monde de football de 1934.
Il est le sélectionneur de l'équipe de France de 1959 à 1964.

## Biographie
Il appartient à une famille aisée puisque pour ses 21 ans ses parents lui offrent une auto et 60 000 francs. Il fait toute sa carrière au Racing Club de Roubaix ou il débute en minime. Il intègre l'équipe première en 1928. 
Il est ensuite appelé en équipe du Nord puis en équipe de France B. Avec l'équipe de France A, il compte 14 sélections pour un but. Il participe à la Coupe du monde de football de 1934 en Italie. Au cours de la Coupe du monde, George Kimpton lui confie le marquage de Matthias Sindelar en lui disant : « S'il va aux toilettes, tu y vas aussi ». Il est également capitaine du 43e Régiment d'infanterie avec lequel il est champion de France militaire en 1932. Il est surnommé « policeman ».
Il occupe après sa carrière le poste de vice-président du Racing Club de Roubaix puis du CO Roubaix-Tourcoing. 
De juin 1959 à octobre 1960, il est membre du comité de sélection avec Jean Gautheroux et Alexis Thépot. D'octobre 1960 à janvier 1964, il est le seul membre du comité de sélection.
En 1963, un conflit l'oppose à Raymond Kopa. Interviewé à la télévision, Georges Verriest parle de mauvaise volonté et de malhonnêteté au sujet de Kopa. Ce dernier lui demande des excuses que Georges Verriest lui refuse. Malgré ce conflit, George Verriest le sélectionne en équipe de France pour le match France-Bulgarie prévu le 26 octobre 1963, mais Koppa refuse d'y participer. L'équipe de France remporte le match par trois buts à un. Raymond Kopa, 32 ans, ne sera plus jamais sélectionné en équipe de France.
Il est promu officier de l'Ordre national du Mérite en 1983.

## Palmarès joueur

### En club
- avec le Racing Club de Roubaix
  - Finaliste de la Coupe de France en 1932 et 1933

### En équipe de France
- Participation à la Coupe du monde de football de 1934 / 1 match et 1 but

## Palmarès entraîneur

### En équipe de France
- Demi finaliste du Championnat d'Europe des Nations en 1960